# والتر فرانتز

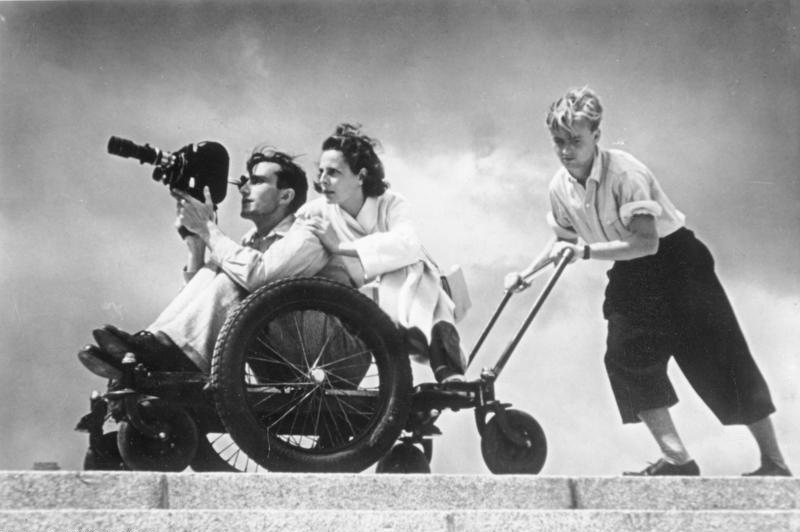

والتر فرانتز (21 أغسطس 1907 – 6 يوليو 2004) كان مصورًا فوتوغرافيًا ومنتجًا سينمائيًا ألمانيًا، وشارك بشكل كبير في الدعاية المصورة لألمانيا النازية.
ولد فرينتز في هايلبرون. أثناء فترة النظام النازي في ألمانيا، عمل كمصور للمخرجة ليني ريفنستال؛ من عام 1939 إلى عام 1945، كان مرتبطًا بشكل وثيق بتسجيل وتصوير أنشطة المستويات العليا لقادة ألمانيا النازية، ومن بينهم الدكتاتور الألماني أدولف هتلر. وكان مع هتلر في قبو الفوهرر حتى 24 أبريل 1945.
توفي في أوبرلينجن في عام 2004.

## روابط خارجية
- والتر فرانتز على موقع IMDB.